# Joseph Black (futbolista)
Joseph Black fou un futbolista escocès de la dècada de 1900.

## Trajectòria
Establert a Barcelona, fou un dels jugadors destacats en el naixement del futbol a Catalunya. Començà la seva carrera a l'Escocès FC l'any 1900, jugant a continuació al FC Català i a l'Hispània AC, on jugà tres temporades, fins al 1903. Amb l'Hispània guanyà la Copa Macaya. La temporada 1904-05 jugà al FC Barcelona, club amb el qual guanyà un Campionat de Catalunya.

## Palmarès
- Campionat de Catalunya de futbol:
  - 1900-01, 1904-05